# Городок Вильнёв-ла-Гаренн
Городок Вильнёв-ла-Гаренн (Деревня на берегу Сены) — картина Альфреда Сислея из собрания Государственного Эрмитажа. Сислей посетил Вильнев-ла-Гаренн, создав там как минимум пять картин.
Картина написана в 1872 году и является одной из ранних работ Сислея в импрессионистской манере, она посвящена распространённому в среде импрессионистов сюжету: изображение маленьких провинциальных городков или пригородов Парижа, в данном случае — Вильнёв-ла-Гаренн. Также использован частый приём многих художников: затенённый деревьями передний план и залитый ярким солнечным светом противоположный берег реки; так, например, в том же году этот приём использовал товарищ Сислея Клод Моне в картине «Сена в Руане».
Б. Н. Терновец так характеризовал эту работу Сислея:

Сислей еще несколько неуверенно разрешает новые задачи. В его приемах, в системе колорита заметна сдержанность; Сислей далек от вызывающей свободы мазка... Сислей не решается передать залитые солнцем строения на берегу реки, не прибегая к некоторым традиционным приемам; расположенные на ближнем берегу деревья создают как бы кулисное построение, затененность первого плана должна повысить солнечный блеск противоположного берега. Однако пятна солнца, ложащиеся на дорожку, освещенный берег и стены домов даны слишком нерешительно, неполнозвучно. Цветовое пятно не получает ещё того значения, которое оно будет иметь в дальнейшем в живописи импрессионистов; мазок Сислея стремится еще сохранить материальную форму предметов.

Работники Эрмитажа отмечают, что «живой солнечный свет, прежде всего привлекавший импрессионистов, стал главным героем произведения Сислея, чуткого к изменчивости натуры». Главный научный сотрудник Отдела западноевропейского изобразительного искусства Государственного Эрмитажа, доктор искусствоведения А. Г. Костеневич в своём очерке французского искусства XIX — начала XX века отмечал, описывая картину:

Тёмная оправа деревьев и листвы, избранная Сислеем для пейзажа, не просто должна порождать ощущение глубины. Благодаря ей пленительнее лучится ласковый солнечный свет, в котором купается противоположный берег. Атмосфера сислеевских картин — это подлинная атмосфера Иль-де-Франса, сохраняющая особую прозрачность и мягкость при всех природных изменениях.

Сислей продал картину Полю Дюран-Рюэлю 24 августа 1872 года.. В конце 1890-х годов картина была приобретена московским купцом и коллекционером П. И. Щукиным, в 1912 году выкуплена его братом С. И. Щукиным; после Октябрьской революции его собрание было национализировано и эта картина среди прочих оказалась в Государственном музее нового западного искусства, а после расформирования музея в 1948 году была передана в Государственный Эрмитаж. С конца 2014 года выставляется в Галерее памяти Сергея Щукина и братьев Морозовых в здании Главного штаба в зале 406 (Зал Камиля Писсарро и Альфреда Сислея).

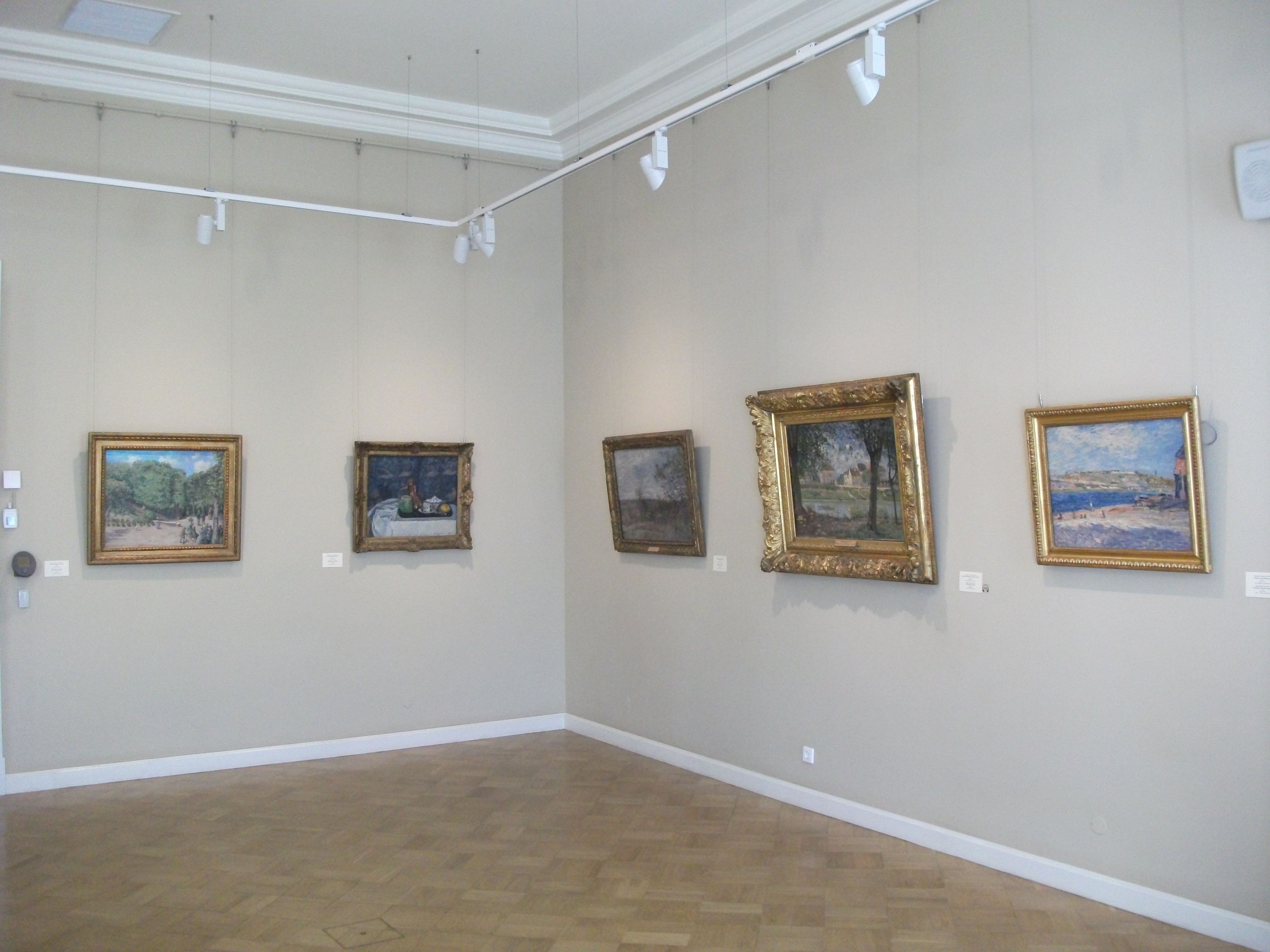
Здание Главного штаба. Зал Камиля Писсарро и Альфреда Сислея. Правая сторона.
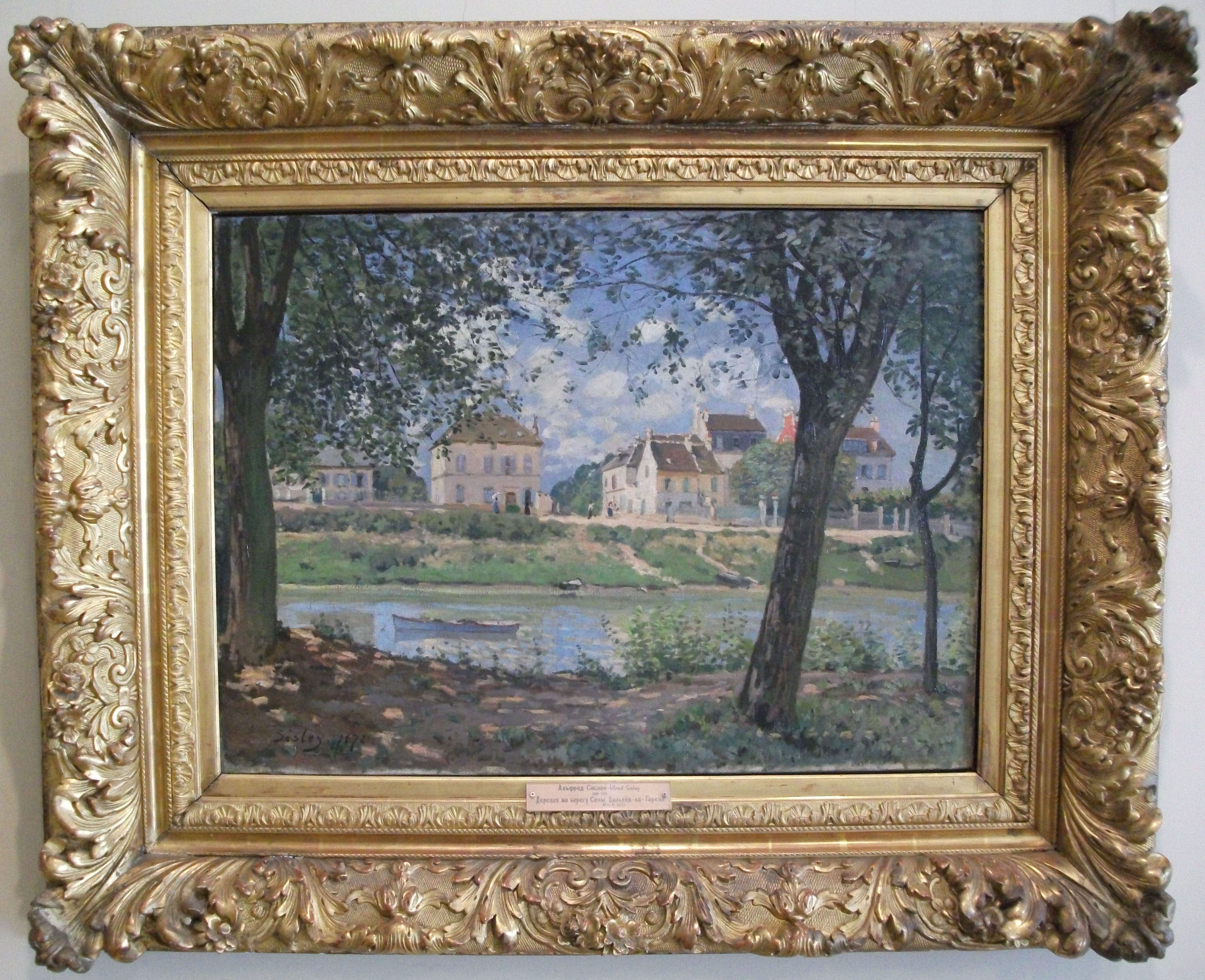
Картина  в раме